# マールボロ公国
マールボロ公国（マールボロこうこく）は、オーストラリアにあるミクロネーション。

## 歴史
公国は農民のジョージ・ムーアヘッド（George Muirhead）により、クイーンズランド州最高裁判所で為替手形の有効性を争っていたオーストラリア・コモンウェルス銀行から所有地（Kierawonga & Indicus）を差し押さえられそうになった際に建国された。裁判に敗れたムーアヘッドは、本来の正当性が認められなかったとして、彼と妻および30人の支援者は銀行およびクイーンズランド州政府の法的権限が及ばない独立公国であると宣言し、土地を奪い返した。
独立宣言から11日後の午前5:00頃、クイーンズランド州警察の120人が所有地に入り、強制的にムーアヘッドの家族を排除した。メディアは冷酷で無情な企業が勤勉な人々に苦痛を与えていると伝え、ムーアヘッド家は広く世界から注目を集めた。ムーアヘッド家はオーストラリア国旗、スコットランド国旗、オーストラリアのアボリジニの旗および国際連合旗を、独立中の公国におけるシンボルに採用した。
1993年の女王の公式誕生日の連休に、余剰品の軍服に身を包んだ数人の男性が、キャンベラ国会議事堂の襲撃を企てた。議事堂警備員と対面したとき、集団はマールボロ解放軍であると主張した。集団は、後に高等学校生によるいたずらであることが判明した。
2004年現在、ムーアヘッド家は公国についての主張を継続していない。